# Kulturministerium.ch
kulturministerium.ch war ein 2005 von Beat Mazenauer und Adi Blum gegründetes Projekt des Vereins p&s netzwerk kultur in Kooperation mit verschiedenen Kulturorganisationen und Kulturverbänden der Schweiz (darunter als grösste Legitimation der Dachverband aller Kulturschaffenden, Suisseculture). Das Projekt sah sich als „virtuelles Kompetenz- und Diskussionszentrum für Fragen der Kultur und Kulturpolitik“. Ziel war die Förderung der kulturellen Vielfalt und das Wachen über die Einhaltung des Kulturartikels 21 der Bundesverfassung der Schweizerischen Eidgenossenschaft („Die Freiheit der Kunst ist gewährleistet“). Mit verschiedenen Aktionen und Vorstössen bei Kantonen und Bund setzte es sich zusammen mit anderen Organisationen unter anderem für eine Pensionskasse für Kulturschaffende ein, die dann in der zweiten Legislatur (2007–2009) zusammen mit der AXA gegründet wurde.
kulturministerium.ch war keine offizielle Amtsstelle des Bundes. So war auch der seit 2005 alle zwei Jahre gewählte „Kulturminister“ kein offizieller Vertreter des Bundesamtes für Kultur (BAK). Mit der Verwendung dieses in der Schweiz offiziell gar nicht existierenden Titels wurde mit einem Augenzwinkern und etwas Provokation eine kritische Auseinandersetzung mit der offiziellen schweizerischen Kulturpolitik angestossen.
Nach drei „Amtsperioden“ wurde das Projekt aufgrund fehlender Finanzierung aufgegeben.

## Der Kulturminister
- 2005 bis 2007 Heinrich Gartentor, Performance-Künstler und Schriftsteller
- 2007 bis 2009 Dominik Riedo, Germanist und Schriftsteller
- 2009 bis 2011 Denis Beuret, Musiker und Musikprofessor